# ほっぺげ
ほっぺげは、日本の漫画家・イラストレーター。神奈川県在住。

## 作品リスト

### 漫画作品
- 『ゆかひめ!』芳文社〈まんがタイムKRコミックス〉、全2巻（『まんがタイムきららキャラット』2008年11月号 - 2010年10月号）
- 『世界は妹が支配しました。』一迅社〈4コマKINGSぱれっとコミックス〉、全2巻（『まんが4コマぱれっと』2011年6月号 - 2013年5月号、『まんが4コマぱれっとonline』2011年6月、8月、11月、2012年2月、10月、2013年5月）
  1. 2012年5月22日発売[1]、ISBN 978-4-7580-8149-8
  2. 2013年5月22日発売[2]、ISBN 978-4-7580-8174-0
- えっちだ姉♪（『快感★倶楽部』配信中）
- 『中原くんの過保護な妹』竹書房〈バンブーコミックス〉、全9巻（『まんがライフWIN』2014年5月 - 2023年3月）
- やきゅうをやってみた（原作：あっと、『のんのんびより 公式アンソロジー あきっ！』2014年[3]） - 『のんのんびより』のアンソロジー寄稿作品。
- 4U Dog Fight（『Tokyo 7th シスターズ コミックアンソロジー』2015年[4]） - 『Tokyo 7th シスターズ』のアンソロジー寄稿作品。
- 『純喫茶のプリムラさん』双葉社〈アクションコミックス〉、既刊1巻（『まんがタウン』2017年3月号 - 連載中）
  1. 2018年5月11日発売[5][6]、ISBN 978-4-575-94524-9
- エルマのグルメ（原作：クール教信者、『小林さんちのメイドラゴン 公式アンソロジー4』2018年[7]） - 『小林さんちのメイドラゴン』のアンソロジー寄稿作品。
- キズナアイVSマレーグマ（『バーチャルYouTuber キズナアイ 公式コミックアンソロジー 〜トモダチをつくろう編〜』2018年[8]） - アンソロジー寄稿作品。

### イラスト
- すてっち！（著：相内円、HJ文庫、2010年、全2巻）